# Moucide
Moucide (llamada oficialmente Santo Estevo de Moucide) es una parroquia española del municipio de Valle de Oro, en la provincia de Lugo, Galicia.

## Organización territorial
La parroquia está formada por dieciséis entidades de población, constando quince de ellas en el nomenclátor del Instituto Nacional de Estadística español:

## Otras denominaciones
La parroquia también es conocida por los nombres de San Estebo de Moucide y San Estevo de Moucide.

### Entidades de población
Entidades de población que forman parte de la parroquia:
- A Barreira
- A Iglesia (A Igrexa)
- A Pena
- A Ponte
- A Rubial
- Barbeita
- Campón (O Campón)
- Casanova (A Casanova)
- Granda (A Granda)
- Guin (Güín)
- Lourido
- Outeiro (O Outeiro)
- Pé de Arosa (O Pé de Arosa)
- Teixoeira (A Teixoeira)
- Vilares

### Despoblado
Despoblado que forma parte de la parroquia:
- Muxilán

## Demografía
| Gráfica de evolución demográfica de Moucide entre 2000 y 2021 |
|                                                               |
| Datos según el nomenclátor publicado por el INE.              |